# Martin-Luther-Kirche (Hohenthurm)

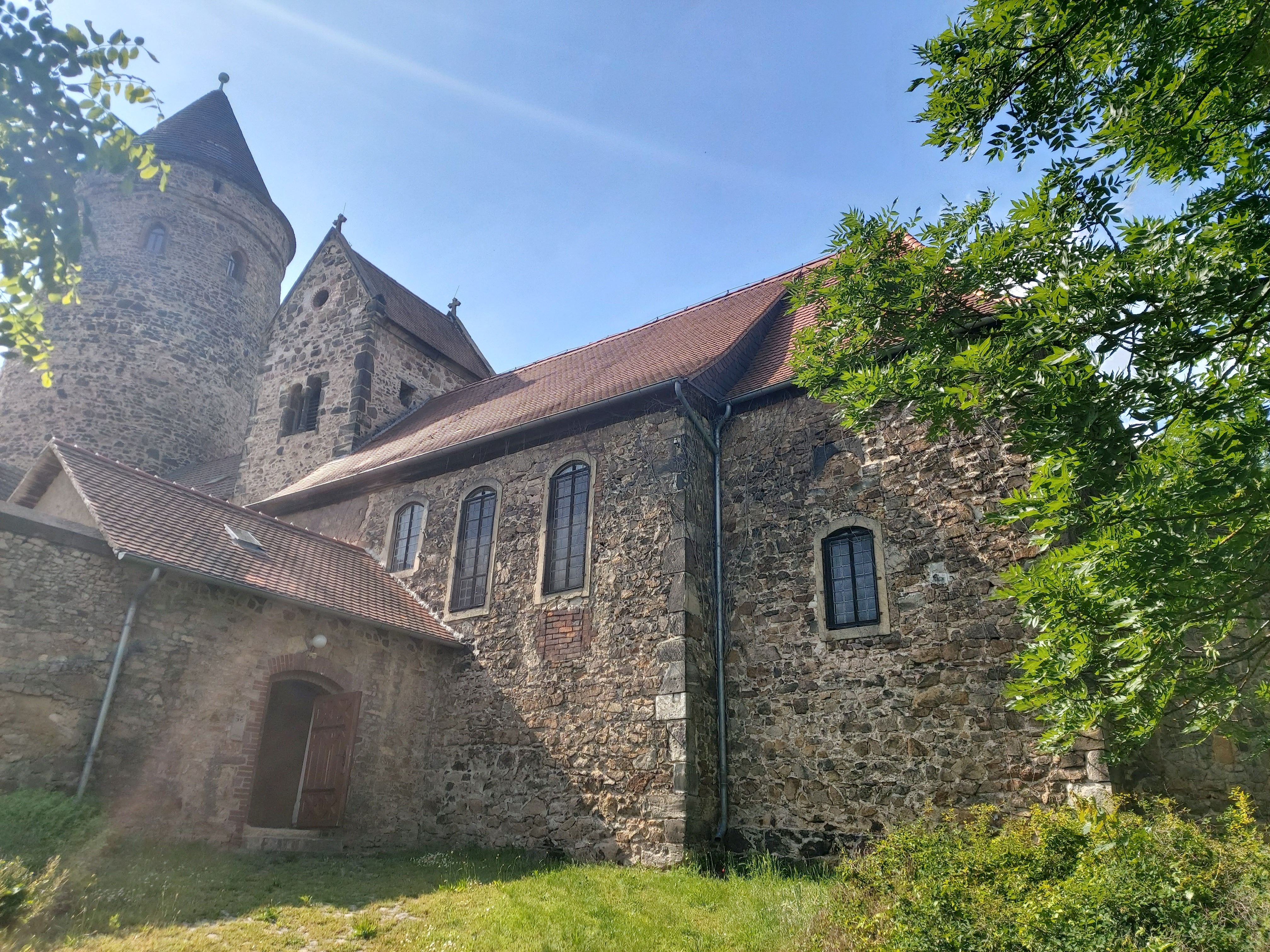
Blick zur Kirche mit dem Bergfried der Burg dahinter

Die Martin-Luther-Kirche in Hohenthurm befindet sich im Gebiet der Stadt Landsberg im Saalekreis in Sachsen-Anhalt. Das Bauwerk ist im Denkmalverzeichnis unter der Erfassungsnummer 094 55491 verzeichnet.

## Geschichte
Die Kirche in Hohenthurm wurde in ihren Grundfesten in romanischer Zeit, also im ausgehenden 12. bzw. beginnenden 13. Jahrhundert erbaut. Sie war wohl Teil der Burganlage im Ort und ist mit dem Bergfried der ehemaligen Burg baulich verbunden. 1723/24 wurde die Kirche im Inneren umgestaltet, eine neue Empore und neues Gestühl eingebaut. 1856 erfolgte eine groß angelegte Renovierung mit neuer Innenausstattung und -ausmalung. 1934 wurde der Kirche im Gedenken an den großen Reformator der Name „Martin-Luther-Kirche“ verliehen. Nach dem Zweiten Weltkrieg wurde die Kirche nicht mehr umfassend gepflegt, sodass sie ab Mitte der 1970er Jahre nicht mehr für den Gottesdienst genutzt wurde. Im folgenden Jahrzehnt wurde sogar ihr Abriss erwogen, was dank lokaler Initiativen verhindert wurde. Ab 1993 wurde das Dach neu eingedeckt und die gesamte Kirche innen restauriert, 2006 wurde der Turm erneuert.

## Architektur

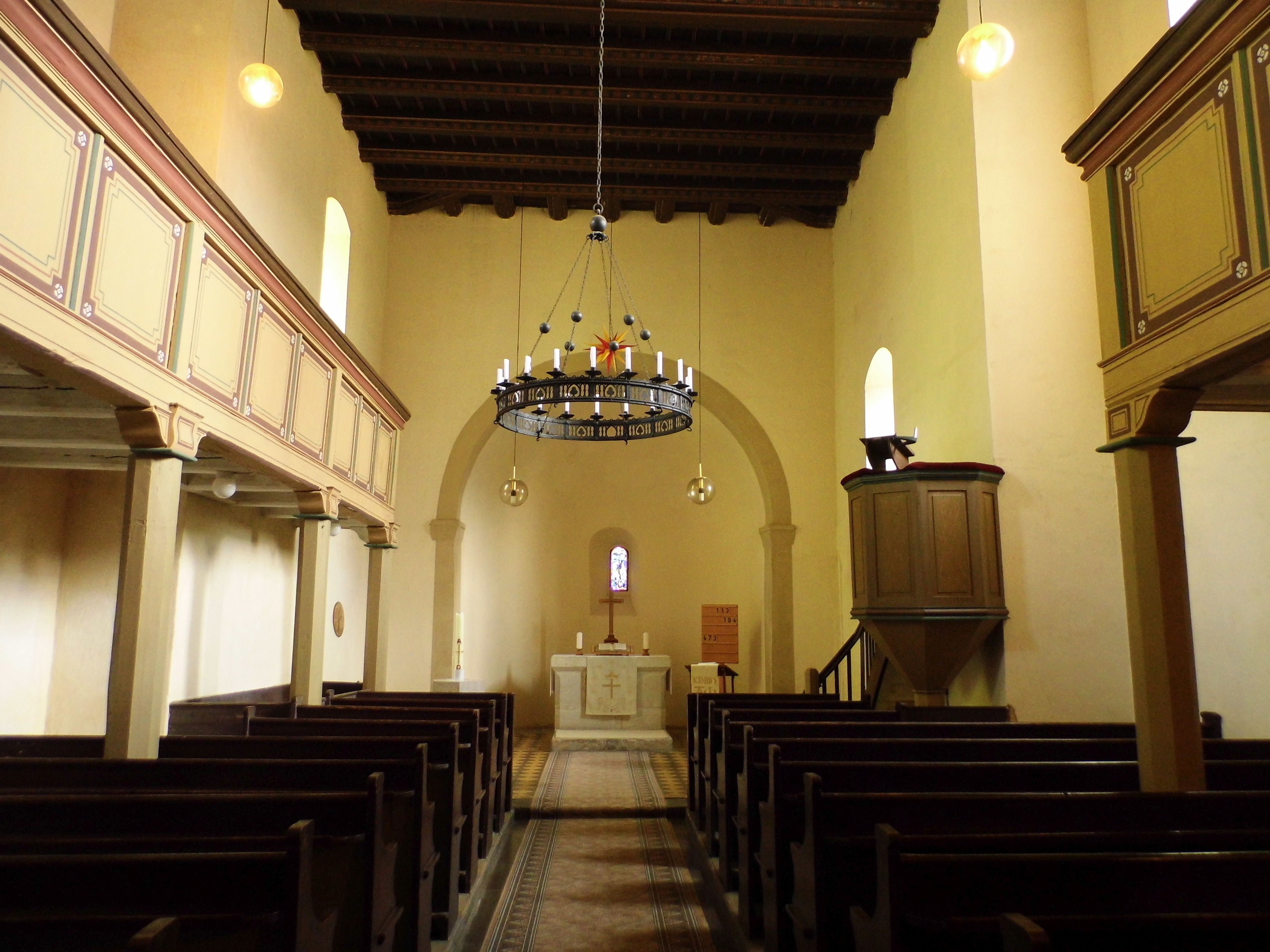
Blick nach Osten in den Innenraum

Die Kirche in Hohenthurm ist als einschiffige Saalkirche mit angefügtem rechteckigem Chorraum und halbrunder Ostapsis erbaut. Im Westen befindet sich ein breiter Querturm mit Satteldach. Das ganze Bauwerk besteht aus Bruchsteinmauerwerk, lediglich die Eckquaderungen sind aus Sandstein gefertigt. Das Innere besitzt eine flache Holzbalkendecke und ist ansonsten recht schmucklos. Die Kanzel ist oktogonal und besteht aus Holz, sie ist ebenfalls sehr schlicht gehalten. In der Apsis befindet sich ein Buntglasfenster mit Adam und Eva unter dem Baum der Erkenntnis. Die Empore war einst doppelgeschossig, heute ist nur der untere Teil vollständig erhalten. Links und rechts der Orgel befinden sich balkongleich die Reste der ehemaligen oberen Empore. Die Flachfelder der Holzempore sind mit geometrischer Malerei versehen.

## Orgel
Die heutige Orgel wurde 1877 durch August Ferdinand Wäldner aus Halle errichtet. Das mechanische Werk umfasst 14 Register auf zwei Manualen und Pedal auf mechanischen Schleifladen. Derzeit ist das zweite Manual nicht spielbar, 2014 wurden Hauptwerk und Pedal nach langer Zeit der Unspielbarkeit restauriert. Auch die Zinkpfeifen des Prospektes aus den 1920er Jahren wurden dabei überholt.

## Glocken
Im Turm der Kirche erklingen heute drei Glocken. Alle drei wurden 1921 von der Firma Schilling & Lattermann aus Eisenhartguss geschaffen und erklingen in der Nominalfolge g′ – b′ – des″. Derzeit ist nur die große Glocke läutbar, sie wurde 1992 an ein gerades Holzjoch gehängt und elektrifiziert. Die beiden kleineren Glocken hängen noch an genieteten, gekröpften Stahljochen und werden nicht geläutet.